# سيباستيان مايسنر
سيباستيان مايسنر (بالألمانية: Sebastian Meissner)‏ هو موسيقي ألماني، ولد في 27 سبتمبر 1969 في تشيستوخوفا في بولندا.

## وصلات خارجية
- الموقع الرسمي
- سيباستيان ميسنر على موقع IMDb (الإنجليزية)
- سيباستيان ميسنر على موقع ميوزك برينز (الإنجليزية)
- سيباستيان ميسنر على موقع أول ميوزيك (الإنجليزية)
- سيباستيان ميسنر على موقع ديسكوغز (الإنجليزية)
- سيباستيان ميسنر على موقع ديسكوغز (الإنجليزية)